# 川崎村 (福岡県)
川崎村（かわさきむら）は、福岡県八女郡にあった村。現在の八女市の一部。

## 地理
矢部川中流の右岸、同川支流星野川下流に位置していた。

## 歴史
- 1889年（明治22年）4月1日 - 町村制の施行により、上妻郡長野村、北田形村、柳島村、山内村が合併して村制施行し、川崎村が発足[1][2]。
- 1896年（明治29年）4月1日 - 郡の統合により八女郡に所属[1][3]。
- 1954年（昭和29年）4月1日 - 八女郡福島町に編入され即日市制施行して八女市となった[1][2]。

## 交通

### 鉄道
- 1945年（昭和20年）- 国鉄矢部線開通し、山内駅を開設[1]。
- 1985年（昭和60年）- 矢部線廃止[1]